# Ваес, Том
Том Ваес (нидерл. Tom Waes; правильное произношение Вас; род. 7 ноября 1968 года, Мерксем) — бельгийский телеведущий, телевизионный режиссёр, актёр и певец. Он более всего известен по программам Траггер Хиппи (Tragger Hippy), Род Де Пау (Het Geslacht De Pauw), Томтестером (Tomtesterom) , Поездки Ваес (Reizen Waes), Лагерь Ваес (Kamp Waes), Самый Умный Человек в Мире (De Slimste Mens ter Wereld), Ваутерс против Ваеса (Wauters vs. Waes) и сериал Netflix Под прикрытием (Undercover). Ваес также является представителем некоммерческой организации Sea Shepherd.

## Карьера
Прежде чем Ваес стал известен широкой публике, он снял клипы для программ Мастер Викторины (De Quizmaster) в 2000 году и Последнее Шоу (De laatste show). У него была роль в фильме Синдром Альцгеймера в 2003 году. В 2005 году его известность возросла благодаря роли в сериале Род Де Пау (Het Geslacht De Pauw).
В 2005 году Ваес снялся в фильме Офсайд (Buitenspel), и вместе с Куном Ван Импе (Koen Van Impe) и Яном Ван Лувреном (Jan Van Looveren) создал комедийную телепрограмму Траггер Хиппи (Tragger Hippy) в период 2005—2008 г. В 2007 году он был членом жюри первой серии Кубка Комедийного Казино (Comedy Casino Cup).
В 2009 году Ваес вместе с Софи Ван Молл (Sofie Van Moll) был ведущим телевизионной программы Наилучшие пожелания всем (Hartelijke groeten aan iedereen) на бельгийском телеканале Eén. В 2009 году он также снялся в фильме Судья Садомазохизма (SM-rechter) и был ведущим программы Шоу Одного Человека (The One Man Show). 28 апреля 2010 года на бельгийском канале VT4 началась его новая программа Мошенники (De Oplichters), в которой он разыгрывал людей вместе с другими фламандскими знаменитостями.

### Томтестером
В 2008 году Ваес начал вести собственную телевизионную программу Томтестером (Tomtesterom), в которой он проверял себя в экстремальных условиях. Название программы — каламбур основанный на имени Том, глаголе тестировать и гормоне тестостерон.
Одним из таких вызовов самому себе было участие в Marathon des Sables в 2010 году — бег наперегонки на 250 км в Марокко. Ваес финишировал на 495-м месте, за 48 часов 29 минут 32 секунды со средней скоростью 5,13 километров в час. Ваес также побил бельгийский рекорд по прыжкам на лыжах с трамплина — 14 метров от K25. Ему также удалось попасть в Книгу рекордов Гиннеса с конкурсом съесть пиццу как можно быстрее. Оба рекорда теперь побиты другими рекордсменами. В 2012 году в первом эпизоде третьего сезона ему удалось посадить Boeing 737 в аэропортах Остенде и Брюсселя. Ещё одно примечательное достижение — его попытка переплыть канал от Дувра до Кале. Он сумел проплыть 22 км, но был вынужден отказаться от своей попытки из-за гипотермии.

### Поездки Ваес
В 2012 году Том начал программу Поездки Ваес (Reizen Waes), в которой он посещает опасные или достопримечательные места. Программа уже состоит из шести сезонов. В четвёртом сезоне (2019) Ваес путешествовал по Украине. Он начинал своё путешествие в Киеве и отправлялся дальше к Чёрному морю. В одном из эпизодов он праздновал еврейский Новый год, Рош ха-Шана, в Умани. Кроме того, он посетил Майдан Незалежности, резиденцию экс-президента Януковича и зону военных действий в Донбассе. Затем он отправился в Чернобыль, где остановился на ночь. Поездка закончилась в Крыму.

### Другие программы
В 2013 году Ваес вместе с Бартом Де Пау (Bart De Pauw) принял участие в третьем сезоне телевизионной программы Лучшие Друзья (Beste Vrienden) на Азорских островах.
В том же году он выиграл программу Ваутерс против Ваеса (Wauters vs. Waes), совместную игровую программу бельгийских телеканалов VTM и Eén, в которой Ваес от имени Eén соревновался в десяти поединках с телеведущим VTM Куном Ваутерсом (Koen Wauters).
В 2015 году Ваес снялся в телесериале Новый Техас (Nieuw Texas). В том же году он был одним из ведущих программы Действительно не ОК (Echt niet OK). Кроме того, в 2015 году он выиграл программу Самый Умный Человек в Мире (De Slimste Mens ter Wereld). В финале он победил Даниру Букрисс (Danira Boukhriss). В 2016 году Ваес стал членом жюри в конкурсе Самый Умный Человек в Мире.
Ваес играл главную мужскую роль в фантастическом сериале Netflix Под прикрытием (Undercover).

### Песни
Ваес выпустил несколько песен на протяжении всей своей карьеры. Для программы Томтестером (Tomtesterom) он написал шлягер Dos Cervezas, который сразу же стал летним хитом в Бельгии. Последнее выступление Ваеса как певца было на танцевальном фестивале Laundry Day в Антверпене в 2010 году. Однако в 2011 году он написал второй сингл под названием Один это ничего (Eén is geen). Доходы от этого сингла полностью перешли в организацию Sea Shepherd.
По случаю Чемпионата мира по футболу 2018 года в России Ваес сделал пародию на свой шлягер Dos Cervezas, на этот раз под названием Dva Vodka. Песня была очень популярной в Бельгии, и Ваес также попал с ней в русские новости. Российская телекомпания НТВ взяла у него интервью по скайпу во время передачи. Песня также была выложена на YouTube с русским переводом.

### Премии
В 2015 году Ваес выиграл три премии на Всемирной Медиафестивале (WorldMediaFestival): программа Поездки Ваес (Reizen Waes) выиграла в категории «Документальные Путешествия», программа Ваутерс против Ваеса (Wauters vs. Waes) в категории «Другие Развлекательные Передачи», и программа Чёрный Список (The Blacklist) в категории «Детские Специальные Развлекательные Передачи».

## Фильмография
| Фильмография    | Фильмография                                               | Фильмография                 | Фильмография                     |
| Год             | Фильм/ Сериал                                              | Роль                         | Замечания                        |
| --------------- | ---------------------------------------------------------- | ---------------------------- | -------------------------------- |
| 2003            | Синдром Альцгеймера (De zaak Alzheimer)                    | Верхейен (Verheyen)          | Второстепенная роль как жандарм  |
| 2004            | Копы (Flikken)                                             | Хайн Гортс (Hein Goorts)     | Гостевая роль                    |
| 2004-2005       | Род Де Пау (Het Geslacht De Pauw)                          | Том Де Пау (Tom De Pauw)     |                                  |
| 2005            | Обещаю (Beloofd)                                           |                              |                                  |
| 2005            | Траггер Хиппи (Tragger Hippy)                              | Разные роли                  |                                  |
| 2005            | Офсайд (Buitenspel)                                        | Патрик (Patrick)             | Второстепенная роль              |
| 2006-2012       | Аспе (Aspe)                                                | Разные роли                  | Второстепенная роль              |
| 2009            | Судья Садомазохизма (SM-rechter)                           | Доминант П (Dominant P)      |                                  |
| 2012-2013       | Против Звёзд (Tegen de Sterren op)                         | Разные роли                  | Гостевая роль                    |
| 2013            | Траумланд (Traumland)                                      | Сосед                        | Второстепенная роль              |
| 2015            | Новый Техас (Nieuw Texas)                                  | Лудо Вранкен (Ludo Vrancken) |                                  |
| 2015            | Безопасность Прежде Всего: Фильм (Safety First: The Movie) | Себя                         | Второстепенная роль              |
| 2019-наст.время | Под прикрытием (Undercover)                                | Боб Лемменс (Bob Lemmens)    | Главная роль                     |
| Телеведущий     |                                                            |                              |                                  |
| 2008-2012       | Томтестером (Tomtesterom)                                  |                              |                                  |
| 2009            | Шоу Одного Человека (The One Man Show)                     |                              |                                  |
| 2010            | Мошенники (De Oplichters)                                  |                              |                                  |
| 2013-наст.время | Поездки Ваес (Reizen Waes)                                 |                              |                                  |
| 2014            | Ваутерс против Ваеса (Wauters vs. Waes)                    |                              | с Куном Ваутерсом (Koen Wauters) |
| 2014-2019       | Чёрный Список (The Blacklist)                              |                              |                                  |
| 2015            | Действительно не ОК (Echt niet OK)                         |                              | с Катом Лайтеном (Cath Luyten)   |
| 2019            | Лагерь Ваес (Kamp Waes)                                    |                              |                                  |

## Разное
- Ваес женат и у него трое детей.
- Ваес живёт в Антверпене.
- До начала своей телевизионной карьеры Ваес работал глубоководным ныряльщиком на буровых платформах[14].